# Công ty Plymouth
Công ty Plymouth, tên chính thức là Công ty Virginia của Plymouth (tiếng Anh: Plymouth Company or Virginia Company of Plymouth), là một công ty được Vua James I ủy quyền vào năm 1606 cùng với Công ty Virginia của Luân Đôn chịu trách nhiệm xâm chiếm và thuộc địa hoá bờ biển phía Đông nước Mỹ hiện tại, giữa vĩ độ 38° và 45° Bắc.
Khu định cư đầu tiên được lập ra bởi Công ty Plymouth chính là Thuộc địa Popham, nhưng nó đã thất bại chỉ sau đó 1 năm, trái ngược lại với khu định cư Jamestown do Công ty Luân Đôn thành lập sau đó không lâu. Chiếc tàu viễn dương đầu tiên của người Anh đóng ở Tân Thế giới được thực hiện ở thuộc địa Poham của công ty Plymouth.